# Schlachtgeschwader 3
A Schlachtgeschwader 3 foi uma unidade aérea da Luftwaffe que atuou durante a Segunda Guerra Mundial, tendo iniciado as suas atividades no mês de Outubro de 1943 permanecendo na ativa até o final da guerra.

## Geschwaderkommodoren
| Comandante              | Data                                           |
| ----------------------- | ---------------------------------------------- |
| Oberst Kurt Kuhlmey     | 18 de Outubro de 1943 - 15 de Dezembro de 1944 |
| Major Bernhard Hamester | 15 de Dezembro de 1944 - 28 de Abril de 1945   |

## Stab
Foi formado no dia 18 de Outubro de 1943 em Elêusis a partir do Stab/St.G.3. Um Stabs-Staffel existiu entre Outubro de 1943 - Janeiro de 1944.
Ficou conhecido como Gefechtsverband Kuhlmey entre Junho de 1944 e Julho de 1944, controlando partes do I./SG3, I./SG 5, II./JG 54 e NAGr.1

## I. Gruppe

### Gruppenkommandeure
- Hptm Helmut Naumann, 18 de Outubro de 1943 - 1944
- Hptm Heinz Töpfer, 1944 - 19 de Fevereiro de 1945
- Hptm Heinrich Smikalla, 4 de Março de 1945 - 8 de Maio de 1945

Foi formado no dia 18 de Outubro de 1943 em Mégara a partir do I./St.G.3 com:
- Stab I./SG3 a partir do Stab I./St.G.3
- 1./SG3 a partir do 1./St.G.3
- 2./SG3 a partir do 2./St.G.3
- 3./SG3 a partir do 3./St.G.3

## II. Gruppe

### Gruppenkommandeure
- Hptm Theodor Nordmann, 18 de Outubro de 1943 - 18 de Janeiro de 1945
- Hptm Adolf Heimlich, 18 de Janeiro de 1945 - 8 de Maio de 1945

Foi formado em Marizza no dia 18 de Outubro de 1943 a partir do II./St.G.3 com:
- Stab II./SG3 a partir do Stab II./St.G.3
- 4./SG3 a partir do 4./St.G.3
- 5./SG3 a partir do 5./St.G.3
- 6./SG3 a partir do 6./St.G.3

## III. Gruppe

### Gruppenkommandeure
- Hptm Heinz Hoge, 18 de Outubro de 1943 - 31 de Dezembro de 1943
- Hptm Heinz Hamester, 31 de Dezembro de 1943 - 15 de Junho de 1944
- Hptm Heinz Hoge, 15 de Junho de 1944 - 15 e Outubro de 1944
- Hptm Siegfried Göbel, 15 de Outubro de 1944 - 25 de Janeiro de 1945
- Hptm Fritz Eyer, 25 de Janeiro de 1945 - 15 de Fevereiro de 1945
- Hptm Horst Schnuchel, 15 de Fevereiro de 1945 - 6 de Março de 1945
- Hptm Erich Bunge, 6 de Março de 1945 - 25 de Março de 1945
- Hptm Hans Niehuus(?), 25 de Março de 1945 - 8 de Maio de 1945

Foi formado em Bagerowo no dia 18 de Outubro de 1943 a partir do III./St.G.3 com:
- Stab III./SG3 a partir do Stab III./St.G.3
- 7./SG3 a partir do 7./St.G.3
- 8./SG3 a partir do 8./St.G.3
- 9./SG3 a partir do 9./St.G.3

## 10.(Pz)/SG3
Formado no mês de Fevereiro de 1944 em Jakobstadt a partir do 4./St.G.2. Foi redesignado 3.(Pz)/SG 9 no dia 7 de Janeiro de 1945.